# Aleksander Swatler
Aleksander Swatler (ur.: 1947) – polski brydżysta, Arcymistrz.

## Wyniki brydżowe

### Zawody krajowe
W rozgrywkach krajowych zdobywał następujące lokaty:
| Mistrzostwa Polski Par | Mistrzostwa Polski Par | Mistrzostwa Polski Par | Mistrzostwa Polski Par |
| Rok                    | Kategoria              | Partner                | Pozycja                |
| ---------------------- | ---------------------- | ---------------------- | ---------------------- |
| 1997                   | Open                   | Henryk Wolny           | 2                      |

| Puchar Polski | Puchar Polski  | Puchar Polski |
| Rok           | Drużyna        | Pozycja       |
| ------------- | -------------- | ------------- |
| 1989          | Pogoń Szczecin | 1             |

### Zawody europejskie
W europejskich zawodach zdobył następujące lokaty:
| Zawody europejskie. Konkurencja teamów | Zawody europejskie. Konkurencja teamów | Zawody europejskie. Konkurencja teamów  | Zawody europejskie. Konkurencja teamów | Zawody europejskie. Konkurencja teamów | Zawody europejskie. Konkurencja teamów |
| Rok                                    | Miejsce                                | Zawody                                  | Kategoria                              | Drużyna                                | Pozycja                                |
| -------------------------------------- | -------------------------------------- | --------------------------------------- | -------------------------------------- | -------------------------------------- | -------------------------------------- |
| 1975                                   | Brighton                               | 32 Mistrzostwa Europy Teamów            | Open                                   | Poland                                 | 4                                      |
| 1972                                   | Delft                                  | 3 Młodzieżowe Mistrzostwa Europy Teamów | Juniorzy                               | Poland                                 | 1                                      |

## Klasyfikacja
- Aleksander Swatler – klasyfikacja PZBS
- Aleksander Swatler – klasyfikacja EBL (ang.)
- Aleksander Swatler – klasyfikacja WBF (ang.)